# Marathon (album)
Pour les articles homonymes, voir Marathon.
Albums de Santana
Inner Secrets
(1978) Zebop!
(1981)
Marathon est le 11e album studio du groupe rock latino Santana sorti en 1979.

## Historique
L'album a un ton bien plus pop et marque le début d'une pente descendante commercialement pour le groupe, malgré la chanson You know that I love you qui serait un succès sur le Top40. Alex Ligertwood, qui chantera avec le groupe durant les années '80 fait son entrée sur cet album, qui contient aussi trois titres instrumentaux (Marathon, Aqua Marine, Runnin). Un texte du guru Sri Chinmoy figurant sur le vinyle et reproduit sur le livret CD : « Un athlète court dans le monde extérieur. Un chercheur court dans le monde intérieur. Pour un athlète, le marathon est la plus longue course des jeux Olympiques, elle fait 42 kilomètres. Dans la vie intérieure, ce n'est pas 42 kilomètres, mais des milliards de kilomètres que le chercheur doit parcourir avant d'atteindre sa destination. Puisque la distance est grande, le plus tôt nous commencerons le chemin de l'éternité, le mieux ce sera ».

## Titres

### Face A
1. Marathon - (1:28) - Carlos Santana
2. Lightning In The Sky - (3:52) - Santana, Chris Solberg
3. Aqua Marine - (5:35) - Alan Pasqua, Santana
4. You Know That I Love You - (4:26) - Pasqua, Alex Ligertwood, Santana, Solberg
5. All I Ever Wanted - (4:02) - Ligertwood, Santana, Solberg

### Face B
1. Stand Up - (4:02) - Santana, Solberg
2. Runnin' - (1:39) - David Margen
3. Summer Lady - (4:23) - Pasqua, Ligertwood, Solberg
4. Love - (3:22) - Santana, Solberg
5. Stay (Beside Me) - (3:50) - Carlos Santana
6. Hard Times - (3:57) - Pasqua, Ligertwood, Santana, Solberg, Margen

## Musiciens
- Carlos Santana : guitare, chœurs, production, design
- Chris Solberg : guitare, claviers, chœurs
- Alex Ligertwood : chant, chœurs, guitare rythmique
- David Margen : basse
- Alan Pasqua : claviers, chœurs
- Graham Lear : batterie
- Raul Rekow : congas, percussions, chœurs
- Armando Peraza : timbales, percussions, chœurs
- Jaco Pastorius, Basse (A3)

## Production
- Keith Olsen, Santana : Producteurs
- Keith Olsen, David De Vore : Ingénieurs
- Chris Minto : Assistant ingénieur
- Stuart Graham : Assistant ingénieur, mixing
- Joe Gaswirt : Mastering
- John Paul Jones : Direction artistique - Il ne s'agit pas ici du même John Paul Jones qui a joué avec Led Zeppelin.
- Mick Brigden : Coordination, design
- Charlie Hampton : Calligraphie